# 嶋谷自然
嶋谷 自然（しまや しぜん、1904年（明治37年）3月19日 - 1995年（平成7年）8月13日）は、日本画家。本名、嶋谷藤四郎。
三重県志摩郡（現・鳥羽市）坂手島出身。日展参与、名古屋芸術大学名誉教授。

## 生涯
中村左洲に日本画を学び、1922年（大正11年）上京して矢澤弦月の門に入ったあと、西山翠嶂に師事。1930年（昭和5年）第10回帝展で「網小屋」が初入選した。1950年（昭和25年）第6回日展で「緑影」が特選・白寿賞・朝倉賞を受賞（愛知県美術館所蔵）。第7回「丘」も特選、朝倉賞を受賞し脚光をあびる。1979年（昭和54年）「湖心」が部大臣賞を受賞（名古屋市美術館所蔵）。
1970年（昭和45年）名古屋芸術大学教授に就任、退職後同校名誉教授となった。1973年（昭和48年）中日文化賞を受賞する。1993年（平成5年）8月13日呼吸不全のため名古屋市昭和区の聖霊病院で死去した。享年89。

## 代表作
海や山を描いた風景画を得意とした。
- 『緑影』第6回日展（特選・白寿賞）1950年、愛知県美術館 - 1947年（昭和22年）から1952年（昭和27年）まで住んでいた愛知県知多郡八幡町（現・知多市）佐布里（そうり）にある加世端池の風景を描いた作品[4]。
- 『丘』第7回日展（特選・朝倉賞・無鑑査）1951年
- 『砂丘と海』第10回日展（日展会員）1967年、名古屋市美術館
- 『島嶼』改組第2回日展（評議員・審査員）1970年、三重県立美術館